# Mort en fraude
Mort en fraude is een Franse dramafilm uit 1957 onder regie van Marcel Camus. In Nederland werd de film destijds uitgebracht onder de titel De halfbloed van Saigon.

## Verhaal
Paul Horcier heeft erin toegestemd om een pakket dollars mee te brengen naar Saigon. Wanneer Horcier aankomt op zijn appartement, eist een onbekende het geld op. Horcier beweert echter dat het op een boot is gestolen. 's Avonds wordt Horcier achternagezeten door geldsmokkelaars. Door die achtervolging belandt hij in het huis van Anh, een jonge Euraziatische halfbloed. De volgende dag overreedt Horcier haar om het geld naar zijn geboortedorp te brengen.

## Rolverdeling
| Acteur            | Personage          |
| ----------------- | ------------------ |
| Daniel Gélin      | Paul Horcier       |
| Anne Méchard      | Anh                |
| Lucien Callamand  | Politiecommissaris |
| Jacques Chancerel | Onderdirecteur     |